# Communauté de communes Cœur d’Astarac en Gascogne
Die Communauté de communes Cœur d’Astarac en Gascogne ist ein französischer Gemeindeverband mit der Rechtsform einer Communauté de communes im Département Gers in der Region Okzitanien. Sie wurde am 3. Dezember 1999 gegründet und umfasst 19 Gemeinden. Der Verwaltungssitz befindet sich im Ort Mirande.

## Mitgliedsgemeinden
| Gemeinde                                          | Einwohner 1. Januar 2022 | Fläche km² | Dichte Einw./km² | Code INSEE | Postleitzahl |
| ------------------------------------------------- | ------------------------ | ---------- | ---------------- | ---------- | ------------ |
| Armous-et-Cau                                     | 95                       | 9,33       | 10               | 32009      | 32230        |
| Bars                                              | 124                      | 10,61      | 12               | 32030      | 32300        |
| Bassoues                                          | 331                      | 32,29      | 10               | 32032      | 32320        |
| Castelnau-d’Anglès                                | 91                       | 11,94      | 8                | 32077      | 32320        |
| Estipouy                                          | 206                      | 11,69      | 18               | 32128      | 32300        |
| L’Isle-de-Noé                                     | 543                      | 25,66      | 21               | 32159      | 32300        |
| Laas                                              | 318                      | 10,94      | 29               | 32167      | 32170        |
| Lamazère                                          | 130                      | 7,47       | 17               | 32187      | 32300        |
| Louslitges                                        | 61                       | 12,03      | 5                | 32217      | 32230        |
| Marseillan                                        | 83                       | 4,34       | 19               | 32238      | 32170        |
| Mascaras                                          | 59                       | 5,95       | 10               | 32240      | 32230        |
| Miélan                                            | 1.132                    | 21,88      | 52               | 32252      | 32170        |
| Mirande                                           | 3.442                    | 23,42      | 147              | 32256      | 32300        |
| Monclar-sur-Losse                                 | 111                      | 10,47      | 11               | 32265      | 32300        |
| Montesquiou                                       | 569                      | 46,80      | 12               | 32285      | 32320        |
| Mouchès                                           | 79                       | 3,07       | 26               | 32293      | 32300        |
| Pouylebon                                         | 147                      | 14,38      | 10               | 32326      | 32320        |
| Saint-Christaud                                   | 63                       | 11,00      | 6                | 32367      | 32320        |
| Saint-Maur                                        | 136                      | 13,84      | 10               | 32393      | 32300        |
| Communauté de communes Cœur d’Astarac en Gascogne | 7.720                    | 287,11     | 27               | –          | –            |